# Чернявка (річка)
Чернявка — річка в Україні, у Пулинському районі Житомирської області, права притока річки Теньки (басейн Прип'яті).

## Опис
Довжина річки 11 км. Висота витоку річки над рівнем моря — 232 м; висота гирла над рівнем моря — 216 м; падіння річки — 16 м; похил річки — 1,46 м/км. Формується з багатьох безіменних струмків та однієї водойми. Площа басейну 42,3 км².

## Розташування
Чернявка бере свій початок на південно-східній околиці села Веснянка. Тече на південний захід через село Чернявка й на околиці села Ясна Поляна впадає в річку Теньку, притоку Тні.